# 負債人監獄

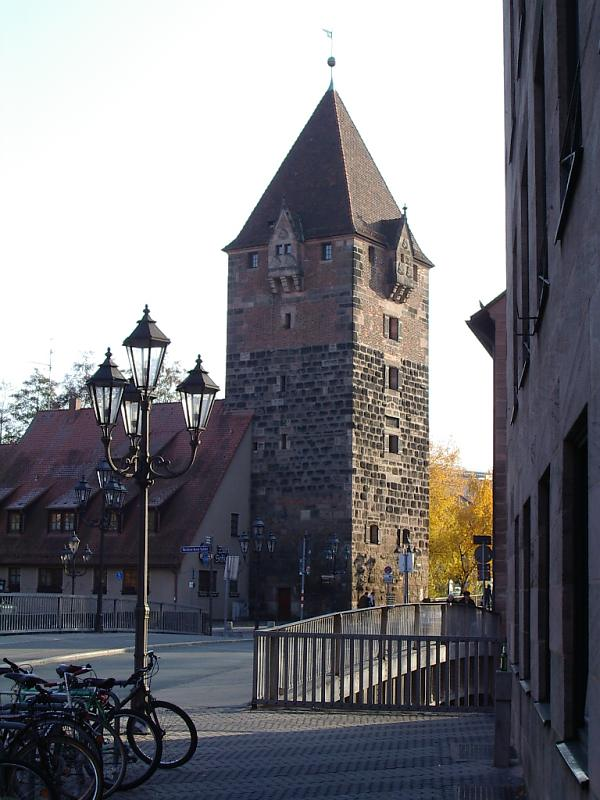
纽伦堡的債務塔

負債人監獄（Debtors' prison）是給無力償還債務的人的監獄。在19世紀中之前，負債人監獄是解決欠債的常見方法。香港是亞洲少數有實施負債人監獄的地區，被稱為「坐錢債監」，藝人伊雷曾在1979年因承擔朋友債務，被判監禁荔枝角收押所坐錢債監四個月。

## 関連項目
- 債務奴隷（英语：Debt bondage）
- 救貧法
- 救貧院
- 債務者拘留所（英语：Sponging-house）
- 破産